# Maurice Goetschel
Maurice Goetschel (* 5. Dezember 1858 in Delsberg; † 19. November 1921 in Pruntrut) war ein Schweizer Rechtsanwalt und Politiker (FDP). Von 1917 bis zu seinem Tod gehörte er dem Nationalrat an.

## Leben
Goetschel stammte aus Niederhagenthal im Elsass. Er war der erste von zwei Söhnen des Alexandre Goetschel (1812–1899) und der Brunette, geborene Katz (1822–1869). Dieser war ein jüdischer Tuchhändler, welcher sich um 1840 in Delsberg niederliess. Maurice war in seiner Jugend französischer Staatsbürger, bis er sich 1879 in der Schweizer Gemeinde Pleigne einbürgern liess. Nachdem er die Kantonsschule in Pruntrut absolviert hatte, studierte er Recht an den Universitäten Bern, Strassburg und Nancy. 1882 erhielt er das Anwaltspatent und führte daraufhin eine Kanzlei in Delsberg. Von 1890 bis 1921 amtierte er als Vize-Regierungsstatthalter des Amtsbezirks Delsberg.
Goetschels politische Karriere begann 1902 mit der Wahl in den Conseil général, der Legislative der Gemeinde Delsberg, dem er bis 1905 angehörte. Anschliessend war er von 1906 bis 1909 Mitglied des Gemeinderates. Sowohl 1902 als auch 1904 scheiterte er bei den Wahlen in den Grossen Rat des Kantons Bern, was hauptsächlich auf seine jüdische Herkunft zurückzuführen war. Goetschel trat zu den Nationalratswahlen 1917 an und schaffte im Wahlkreis Nordjura die Wahl im zweiten Durchgang. Er wurde 1919 wiedergewählt und verstarb im Amt.
Goetschel war der erste jüdische Nationalrat der Schweiz.

## Privates
Am 2. Mai 1891 heiratete Goetschel Jeanne Blum (1870–1944). Das Paar hatte einen Sohn, Jules Goetschel (1892–1914).